# Verlorene Lieder – verlorene Zeiten

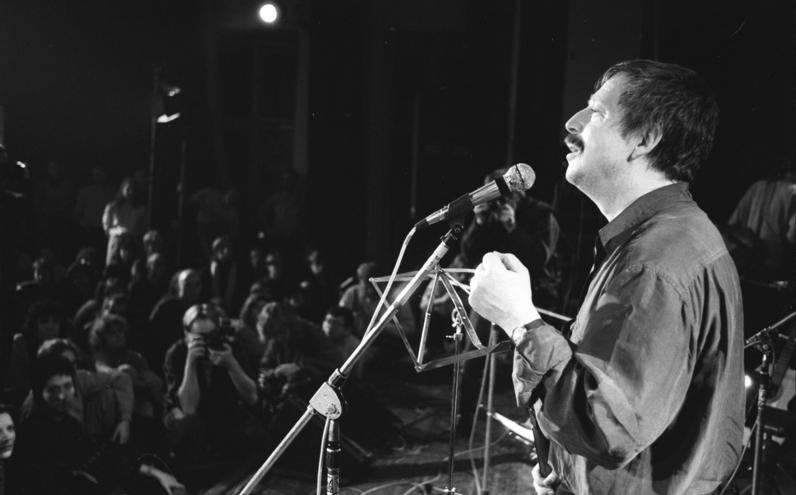
Wolf Biermann während des Konzertes

Verlorene Lieder – verlorene Zeiten war ein Konzertabend mit anschließender Diskussion am 2. Dezember 1989 in Ost-Berlin. In diesem traten die ausgereisten Liedermacher Wolf Biermann, Bettina Wegner, Stephan Krawczyk und Gerulf Pannach erstmals nach längerer Zeit wieder öffentlich in der DDR auf.

## Vorgeschichte
Der kritische Liedermacher Wolf Biermann hatte seit 1965 Auftrittsverbot und wurde im November 1976 nach seinem Konzert in Köln aus der DDR ausgebürgert. Ihm folgten seine Lebensgefährtin, die Schauspielerin Eva-Maria Hagen und der Sänger Gerulf Pannach, die ebenfalls seit längerer Zeit nicht mehr öffentlich auftreten durften.
Die Liedermacherin Bettina Wegner (Sind so kleine Hände) hatte ebenfalls viele Jahre Einschränkungen hinnehmen müssen und reiste 1983 nach einem eingeleiteten Ermittlungsverfahren gegen sie in die Bundesrepublik aus.
Der kritische Liedermacher Stephan Krawczyk hatte seit 1985 Auftrittsverbot und wurde im Januar 1988 im Zusammenhang mit seiner beabsichtigten Teilnahme an der Liebknecht-Luxemburg-Demonstration verhaftet und nach einigen Tagen gegen seinen Willen in den Westen abgeschoben.
Wolf Biermann wurde noch am 4. November 1989 die Einreise in die DDR zur Teilnahme an der großen Demonstration am Alexanderplatz von den DDR-Behörden verwehrt. Am 1. Dezember konnte er in Leipzig erstmals wieder nach 13 Jahren in der DDR auftreten. An diesem Abend entschuldigte sich der DDR-Kulturminister Dietmar Keller öffentlich für das Unrecht, das die DDR ihm angetan hatte.

## Konzert und Diskussion
Am 2. Dezember 1989 fand erstmals ein gemeinsames Konzert von ausgereisten und in der DDR gebliebenen bekannten Liedermachern im Haus der jungen Talente in Berlin-Mitte statt. Es waren etwa 500 Zuschauer im ausverkauften Großen Saal, das Konzert und die anschließende Diskussion wurden vom Jugendradio DT 64 live übertragen und vom DDR-Fernsehen aufgezeichnet.
Zuerst sang das Duo Steffen Mensching und Hans-Eckardt Wenzel, danach die Liedermacher Gerulf Pannach, Barbara Thalheim, Bettina Wegner, die Chansonsängerin Eva-Maria Hagen, die Liedermacher Stephan Krawczyk und Gerhard Schöne und zuletzt Wolf Biermann. Es gab stürmischen Applaus für die Auftritte.

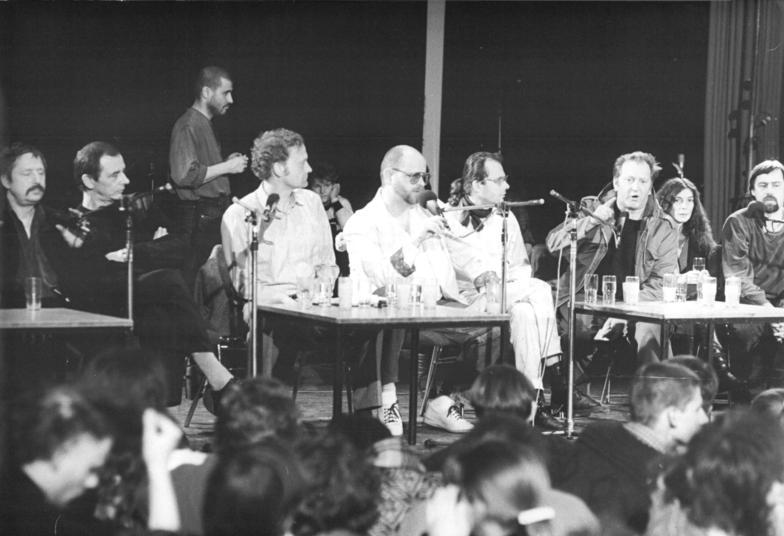
Diskussionsrunde mit Wolf Biermann, Dietmar Keller, Friedrich Schorlemmer, Matthias Görnandt, einem Arbeiter aus dem Publikum, Bettina Wegner und Jürgen Fuchs (v. l. n. r.)

Anschließend gab es eine Diskussion, die von Pfarrer Friedrich Schorlemmer und dem Rundfunkmoderator Lutz Bertram geleitet wurde. Daran nahmen unter anderem Kulturminister Dietmar Keller, Wolf Biermann, Bettina Wegner, der Liedermacher Matthias Görnandt und der Schriftsteller Jürgen Fuchs teil. Auch das Publikum konnte Fragen stellen und seine Meinung äußern.

## Nachwirkungen
Über diesen Liederabend wurde in den Tageszeitungen der DDR ausführlich berichtet. Es gab Übertragungen im Fernsehen und Rundfunk.
Am 2. Dezember 1991 gab es ein erneutes Treffen von einigen Beteiligten in Potsdam im Kabarett am Obelisk. Dabei war allerdings die Stimmung gereizter, was auch auf vorhergehende provozierende Äußerungen von Wolf Biermann über die Ostdeutschen und einzelne Künstler zurückzuführen war.
Im Februar 2014 gab es eine weitere Veranstaltung mit Beteiligten des Abends von 1989 während des Festivals Musik und Politik in Berlin, an dem unter anderem Bettina Wegner, Barbara Thalheim und Friedrich Schorlemmer teilnahmen.